# Aidlingen
Aidlingen – miejscowość i gmina w Niemczech, w kraju związkowym Badenia-Wirtembergia, w rejencji Stuttgart, w regionie Stuttgart, w powiecie Böblingen, siedziba związku gmin Aidlingen/Grafenau. Leży w Heckengäu, nad rzeką Würm, ok. 10 km na zachód od Böblingen.

## Demografia
- 1850: 1 900
- 1886: 1 716
- 1939: 1 497
- 1946: 2 200
- 1971: 4 150
- 2005: 9 242